# Tetratheca insularis
Tetratheca insularis är en tvåhjärtbladig växtart som beskrevs av J. Thompson. Tetratheca insularis ingår i släktet Tetratheca och familjen Elaeocarpaceae. Inga underarter finns listade i Catalogue of Life.